# Vladimír Kobranov
Temple de la renommée tchèque : 2009
Vladimir Kobranov (né le 4 octobre 1927 à Černošice en Tchécoslovaquie — mort le 25 octobre 2015 à Zurich en Suisse) est un joueur professionnel tchèque de hockey sur glace qui évoluait au poste d'ailier droit. Il a remporté la médaille d'argent aux Jeux olympiques de 1948 avec l'équipe de Tchécoslovaquie de hockey sur glace et la médaille d'or au championnat du monde de hockey sur glace 1949.